# 1977年の中日ドラゴンズ
1977年の中日ドラゴンズ（1977ねんのちゅうにちドラゴンズ）では、1977年の中日ドラゴンズの動向をまとめる。
この年の中日ドラゴンズは、与那嶺要監督の6年目のシーズンである。

## 概要
6年ぶりのBクラスに終わった前年からの巻き返しを図るべく、チームは現役大リーガーのウィリー・デービスを獲得。また前年パ・リーグ覇者の阪急とは主力選手の大型トレードを行い、稲葉光雄・島谷金二を放出して新たに森本潔と戸田善紀を獲得した。投手陣ではエースの星野仙一や松本幸行、三沢淳がローテを守り、守護神には鈴木孝政が控えるなど1974年の優勝メンバーは健在だった。打撃陣でも大ベテラン高木守道や木俣達彦をはじめ、この年レギュラー復帰の大島康徳、4番のジーン・マーチンなどが打線の中心となり、また谷木恭平や藤波行雄が代打として控えるなど戦力層が厚いチームはAクラス候補にあげられたが、開幕の巨人戦は人工芝恐怖症がたたって敗戦するとそれ以降は黒星を重ね前半戦を5位で終了。チームは9月以降不振の阪神に代わって3位に浮上すると閉幕まで守り切り、10月に8勝3敗と勝ち越して借金を返済したが優勝の巨人には15.5ゲーム差をつけられた。投手陣は星野・鈴木がチームトップの18勝をあげたが、この2人以外に2ケタ勝利をあげた投手はおらずチーム防御率は4.38のリーグ3位に終わった。打撃陣では大島・マーチン・木俣などが例年通りの活躍を見せチーム本塁打は176本を記録するも、得点が巨人と70点差の5位に終わり、リーグ2位の105併殺打を記録するなど拙攻が目立った。新外国人のデービスは8月2日の広島戦で外野フェンスに激突して後半戦を棒に振るが、皮肉にも後半から勝ちだしたため中日はデービス放出を決定し、わずか1年でクラウンに放出された。シーズン終了後、与那嶺監督の勇退と中利夫打撃コーチの監督就任が発表された。

## チーム成績

### レギュラーシーズン
| 1 | 左 | 井上弘昭 |
| 2 | 二 | 高木守道 |
| 3 | 中 | デービス |
| 4 | 一 | マーチン |
| 5 | 右 | 谷沢健一 |
| 6 | 三 | 森本潔   |
| 7 | 捕 | 木俣達彦 |
| 8 | 遊 | 正岡真二 |
| 9 | 投 | 松本幸行 |

| 順位 | 4月終了時 | 4月終了時 | 5月終了時 | 5月終了時 | 6月終了時 | 6月終了時 | 7月終了時 | 7月終了時 | 8月終了時 | 8月終了時 | 9月終了時 | 9月終了時 | 最終成績 | 最終成績 |
| ---- | --------- | --------- | --------- | --------- | --------- | --------- | --------- | --------- | --------- | --------- | --------- | --------- | -------- | -------- |
| 1位  | 巨人      | --        | 巨人      | --        | 巨人      | --        | 巨人      | --        | 巨人      | --        | 巨人      | --        | 巨人     | --       |
| 2位  | 阪神      | 3.5       | 阪神      | 4.5       | ヤクルト  | 5.0       | ヤクルト  | 7.5       | ヤクルト  | 12.0      | ヤクルト  | 13.0      | ヤクルト | 15.0     |
| 3位  | 大洋      | 4.5       | 大洋      | 6.0       | 阪神      | 5.5       | 阪神      | 7.5       | 阪神      | 15.5      | 中日      | 17.5      | 中日     | 15.5     |
| 4位  | ヤクルト  | 4.5       | ヤクルト  | 7.0       | 大洋      | 8.5       | 大洋      | 11.0      | 中日      | 16.0      | 阪神      | 21.0      | 阪神     | 21.0     |
| 5位  | 中日      | 8.5       | 中日      | 9.0       | 中日      | 12.5      | 中日      | 16.0      | 大洋      | 18.0      | 大洋      | 22.0      | 広島     | 25.0     |
| 6位  | 広島      | 9.0       | 広島      | 9.5       | 広島      | 13.5      | 広島      | 18.0      | 広島      | 19.5      | 広島      | 25.5      | 大洋     | 25.5     |

| 順位 | 球団               | 勝 | 敗 | 分 | 勝率 | 差   |
| 1位  | 読売ジャイアンツ   | 80 | 46 | 4  | .635 | 優勝 |
| 2位  | ヤクルトスワローズ | 62 | 58 | 10 | .517 | 15.0 |
| 3位  | 中日ドラゴンズ     | 64 | 61 | 5  | .512 | 15.5 |
| 4位  | 阪神タイガース     | 55 | 63 | 12 | .466 | 21.0 |
| 5位  | 広島東洋カープ     | 51 | 67 | 12 | .432 | 25.0 |
| 6位  | 大洋ホエールズ     | 51 | 68 | 11 | .429 | 25.5 |

## オールスターゲーム1977
| ファン投票 | 選出なし |          |          |
| 監督推薦   | 鈴木孝政 | 木俣達彦 | 大島康徳 |

## 表彰選手
| リーグ・リーダー | リーグ・リーダー | リーグ・リーダー | リーグ・リーダー |
| 選手名           | タイトル         | 成績             | 回数             |
| ---------------- | ---------------- | ---------------- | ---------------- |
| 鈴木孝政         | 最優秀救援投手   | 23SP             | 3年連続3度目     |

| ベストナイン         | ベストナイン | ベストナイン |
| 選手名               | ポジション   | 回数         |
| -------------------- | ------------ | ------------ |
| 木俣達彦             | 捕手         | 6年ぶり4度目 |
| 高木守道             | 二塁手       | 3年ぶり7度目 |
| ダイヤモンドグラブ賞 |              |              |
| 選手名               | ポジション   | 回数         |
| 高木守道             | 二塁手       | 3年ぶり2度目 |

## ドラフト
| 順位 | 選手名   | ポジション | 所属           | 結果                 |
| ---- | -------- | ---------- | -------------- | -------------------- |
| 1位  | 藤沢公也 | 投手       | 日本鉱業佐賀関 | 翌年シーズン後に入団 |
| 2位  | 小松辰雄 | 投手       | 星稜高         | 入団                 |
| 3位  | 石井昭男 | 外野手     | 東海大学       | 入団                 |
| 4位  | 中林伸人 | 投手       | 日本大学高     | 拒否・明治大学進学   |
| 5位  | 秋田秀幸 | 内野手     | 中央大学       | 入団                 |
| 6位  | 児玉克雄 | 投手       | 新日本製鐵光   | 拒否                 |